# مستحرة مكورة أليفة القلويات
مستحرة مكورة أليفة القلويات (الاسم العلمي:Thermococcus alcaliphilus) هي نوع من العتائق تتبع جنس المستحرة المكورة من فصيلة المستحرات المكورة.